# Maníaco da Capa Preta
O Maníaco da Capa Preta de Minas Gerais foi um criminoso e assassino brasileiro que matou três pessoas e deixou mais de 35 vítimas não fatais com ataques incendiários nos anos de 1989 a 1990. Foi montada uma grande busca, com mais de 500 policiais para sua captura, que em o criminoso conseguiu fugir de um cerco policial que neste momento tinha 60 policiais.
Devido a escassez de reportagens sobre o caso, bem como a notícia se o maníaco teria sido identificado ou preso, é presumido que o maníaco nunca foi capturado, ou se foi preso. 

## Ataques

### Primeiros ataques, 1989
Durante quatro semanas de abril de 1989 em Pirapora, quatro casas foram incendiadas, no qual de um desses incêndios, seis pessoas (incluindo quatro crianças) saíram feridas com queimaduras de terceiro grau. O incendiário agia sempre de madrugada, com um pano encharcado de álcool na ponta de um pau para poder atingir os colchões e colocar fogo neles.
Nesta época a polícia ainda não tinha nenhuma pista concreta sobre o incendiário, apenas descrições superficiais do suspeito: homem negro, estrutura média e forte, e sempre agia durante as quatros horas em bairros pobres de Pirapora. Num determinado incidente, o incendiário foi cauteloso e removeu toda a massa que prendia um vidro antes de incendiar uma residência. Ele também teria agido no final do ano de 1989.

### Outros ataques, 1990
Em outubro de 1990 em São Sebastião do Paraíso, em uma semana o incendiário estava atacando na periferia desse município. Ele havia ateado fogo no quarto de uma casa onde três crianças costumavam dormir. Porém, a mãe, assustada com a onda de ataques nessa época, havia trocado os seus filhos de quarto.
Também foram registradas várias queixas de tentativas de invasão em residências. Um grupo de mais de mil pessoas participaram nas buscas para o maníaco, e a polícia não havia conseguido receber mais queixas e aos chamados. Nessa época, a descrição do maníaco foi dada como: mulato, magro de 1,70m de altura e aparentava 25 anos. Ele também havia passado em oito cidade mineiras e inclusive, em São Paulo. Também foi constatado que a maioria das vítimas eram mulheres.
Em novembro de 1990, moradores fizeram um grupo de vigila contra o maníaco incendiário. Nesta época ele havia ferido cinco pessoas e três delas - duas meninas e uma mulher - ficaram internadas em estado grave no Hospital Santa Casa. 

## Investigações e teorias da Polícia Militar sobre o maníaco
- 1 - Pirapora - abril de 1989
- 2 - Curvelo - agosto de 1989
- 3 - Congonhas - janeiro de 1990
- 4 - Oliveira - março de 1990
- 5 - Três Pontas - abril de 1990
- 6 - S. Sebastião do Paraíso - outubro de 1990

Desde que começaram os ataques do criminoso nessa época, foram feitas diversas ligações aos telefones da Polícia Militar e Civil, várias delas para verificar a presença do criminoso em variados locais. Porém, de acordo com o delegado Valdecir Antonio de Oliveira na época, "De 100 chamadas, duas são verdadeiras". Foram vasculhadas pensões, hotéis, casas abandonadas, cavernas e grutas da cidade, também avisando postos de gasolina, bem como farmácias, bares e lojas onde o maníaco poderia comprar material incendiário. 
O delegado teorizou que o maníaco se escondia no mato, de onde saía para cometer os crimes. Num dos de seus últimos ataques (documentado) no bairro São Judas Tadeu, ele destelhou uma casa e jogou álcool no corpo de Maria Noé de Lima (56 anos), e inclusive em sua neta de 3 anos, Naiara Maria Sousa Lima. Uma outra vítima foi Fabiana da Silva, queimada em 31 de outubro. No ataque a Fabiana e a uma outra vítima, foram feitas as seguintes descrições do incendiário: mulato jovem, com barba rala no queixo, descrição esta feita por Fabiana. Na descrição da outra vítima: mulato de 1,70m, cabelos crespos e curtos. Além disso, a polícia havia rastros de tênis como pista do maníaco.
Estes ataques foram semelhantes a outros cometidos em regiões como Congonhas, Três Pontas, Oliveira. "É seguramente um psicopata", afirmou o delegado. O ladrão mais conhecido da cidade, Márcio Gonçalves Lopes, o Marcinho, estava ajudando a polícia a encontrar o incendiário, e também afirmando: "Acham que eu sou louco de entrar em uma casa e ser linchado?" A polícia na época também deteve duas dezenas de pessoas para interrogatório, porém nada conseguiram. O então assessor do prefeito, o coronel Walter Albano Fressatti, disse que houve muita excitação e exageros no caso, com uma grande quantidade de alarmes falsos. "Há todo um universo de ilusão e mentira", afirmou."

## Descoberta de outros ataques e a origem do nomeManíaco da Capa Preta
Em 15 de novembro de 1990, uma reportagem pelo jornal Correio de Notícias, A serviço do Paraná intitulada "Caçado maníaco da capa preta", reportou que o maníaco usava um manto negro, que gostava de ler Nostradamus e pregava o evangelho.
Segundo a reportagem, três vítimas morreram e outras 35 estavam feridas - em sua maioria mulheres e meninas na puberdade, a maioria delas ficando com queimaduras graves. Foi detalhado que o maníaco sorria enquanto colocava fogo nas vítimas. De um ano e meio o maníaco atacou em dez cidades - nove em Minas Gerais e uma em São Paulo - e o seu modo de agir era sempre entrar de meia-noite nos bairros da periferia. Foi revelado também que o maníaco picotava as calcinhas de suas vítimas com um facão, e apenas ataca homens quando se sente acuado ou quando eles surgem no momento do ataque para socorrer as mulheres.
Uma barraca descoberta pelo delegado José Machado de Oliveira havia manuscritos a anunciação de "incendiar o mundo", junto com livros de magia negras e Nostradamus. Também foi encontrada um diário que havia a frase "as mulheres não prestam e os homens são chifrudos."
Também, o maníaco pregava que a "humanidade está perdida" e se considerava um vingador contra os pervertidos, e o maníaco achou que "haverá um grande dilúvio de fogo" na época em que estava cometendo os crimes. Foi revelado na reportagem que ele incendiou mais de 40 casas e dezenas de automóveis. Num cerco com 60 policiais, o maníaco conseguiu fugir, e os agentes avistaram no criminoso um radinho de pilha em sua pessoa, presumivelmente usado para acompanhar as notícias dos seus ataques.
De acordo com a reportagem, um incêndio em Pirapora (incerto se é o mesmo de 1989) matou uma menina de sete anos e um garoto de nove anos, e deixou outras cinco crianças com queimaduras de terceiro grau. Quatro meses depois, em Curvelo, um ataque incendiário matou uma criança e dez mulheres e meninas ficaram feridas gravemente, e quatro veículos foram incendiados em cerca de 25 ocorrências registradas pela polícia na época. Nesta reportagem o maníaco é descrito como: moreno magro de 1,70, cabelo encaracolado, aparentando 25 anos, sapato tamanho 40 e uma cicatriz no rosto.
No inicio de 1990, ele atacou em Congonhas e, em março, atacou em Oliveira, deixando quatro vítimas e seis carros destruídos, e no inicio de abril estava em Três Pontas onde numa noite, no dia 5, atacou três casas, um carro e fez três vítimas. O delegado José Machado especulou: "Parece que ele tem ódio de pobre", vendo semelhanças entre as ações nos últimos 18 meses na época.
A população se armou de porretes, foices e facões, e alguns deles passaram a noite inteira sem dormir esperando a oportunidade do maníaco aparecer. Desde do ataque de 31 de outubro, o maníaco foi o tema dos moradores da região, onde viviam de colheita do café. Não se sabe o que se desenvolveu depois, devido a escassez de reportagens.